# Alchemilla fontinalis
Alchemilla fontinalis es una especie de planta del género Alchemilla, perteneciente a la familia Rosaceae.

## Taxonomía
Alchemilla fontinalis fue descrita por Serguéi Yuzepchuk en 1941.

## Distribución
Se encuentra en el territorio de Siberia hasta Asia Central.